# لاتس لتونی
لاتس لتونی (به انگلیسی: Latvian lats) (به زبان بومی: Latvijas lats) با کد ایزوی LVL، یکای پول رایج در کشور لتونی است. مسولیت کنترل این یکای پول برعهدهٔ بانک لتونی قرار دارد.